# Hammerschlagseismik
Die Hammerschlagseismik ist ein geophysikalisches Messverfahren bei dem als Signal seismische Wellen durch eine Hammer angeregt werden. Das Verfahren gilt der Untersuchung des oberflächennahen Untergrunds und ist ähnlich der Fallgewichtsseismik meist refraktionsseismisch. Beide können unter geringem technischem Aufwand durchgeführt werden, die Hammerschlagseismik bietet jedoch mit einer Eindringtiefe von ca. 10 m eine geringere Reichweite gegenüber den ca. 60–100 m, die mit Fallgewichten erreicht werden.

## Aufbau
Für eine zuverlässige Ankopplung wird der Hammer oft in Kombination mit einer Schlagplatte verwendet. Die mit dem Hammer ausgelösten Erschütterungen werden von den Schichten des Untergrunds abgelenkt (refraktiert) und zurückgeworfen (reflektiert) und an der Oberfläche von Aufnehmern (i. d. R. Geophonen) aufgenommen. Je nach Geologie und Untersuchungsgegenstand kann die Akquisitionsgeometrie variieren, von einem einfachen Profil mit einem Quellpunkt für ebene Schichtgrenzen bis zu Flächenauslagen mit mehreren Quellen für komplexere Strukturen. Die Geophone registrieren über Funk oder Kabel ihre Signale in einer gemeinsamen Aufzeichnungseinheit, die für gewöhnlich über einen Computer bereits erste Vorauswertungen im Feld erlaubt.

## Anwendung
Aufgrund des schnellen und einfachen Aufbaus wird die Hammerschlagseismik gerne zu exemplarischen Zwecken angewandt und gilt als klassisches Einstiegsexperiment in der Seismik. In der aktiven Exploration und Forschung ist sie jedoch selbst im oberflächennahen Bereich kaum noch gebräuchlich, da das Quellsignal stark mit der Ausführung des Schlags variiert und sich daher in der Prozessierung nur schwer korrigieren und in erneuten Aufnahmen kaum reproduzieren lässt.
Historisch waren Anwendungen in der Tiefenmessung von Gletschern und die Felsmutung unter Sedimenten oder Schutthalden populär. Der Schlaghammer muss ein Mindestgewicht von einigen Kilogramm haben und löst gleichzeitig die Zeitmessung aus, was an den Geofonen eine einfache Registrierung der Laufzeiten ermöglicht. An den ausgelegten Geofonen treffen bei kurzen Distanzen als erstes die direkten Wellen ein, sie können aber an den äußeren Profilpunkten und bei größeren Eis- bzw. Sediment-Tiefen von den refraktierten Wellen überholt werden. Denn letztere laufen umso schneller, je kompakter das Gestein mit der Tiefe wird.
Neben der einfachen Ausrüstung ist ein weiterer Vorteil der Methode, dass sie bereits am Feld mittels Laufzeitdiagrammen eine einfache Auswertung nach dem Prinzip der Refraktionsseismik ermöglicht.